# Biekchan Kurkijew
Biekchan Chusainowicz Kurkijew (ros. Бекхан Хусаинович Куркиев; ur. 16 kwietnia 1985) – rosyjski zapaśnik startujący w stylu wolnym. Jedenasty w Pucharze Świata 2013. Piąty w mistrzostwach Rosji w 2006 roku.